# Regeringen Schweigaard

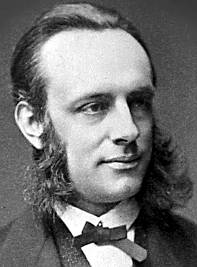
Chr.H. Schweigaard

Regeringen Schweigaard var en norsk regering som satt 3 april-26 juni 1884. Statsminister var Christian Homann Schweigaard och Norges statsminister i Stockholm var Carl Otto Løvenskiold.